# Abderrahim Ouakili
Abderrahim Ouakili (ar. عبد الرحيم الوكيلي, ur. 11 grudnia 1970 w Rabacie, zm. 18 grudnia 2023) – marokański piłkarz grający na pozycji pomocnika.
Grał m.in. w 1. FSV Mainz 05, TSV 1860 Monachium, TeBe Berlin, Skodzie Ksanti i Karlsruher SC.
Znalazł się w składzie reprezentacji Maroka na Mistrzostwa Świata w Piłce Nożnej w 1998 roku.